# Giovanni Gargiulo
Giovanni Maria Gargiulo (Sorrento, 1º  gennaio 1999) è un pallavolista italiano, centrale della Lube.

## Carriera

### Club
La carriera di Giovanni Gargiulo inizia nella stagione 2015-16 nella Materdomini, in Serie A2, club a cui resta legato per cinque annate. Nella stagione 2020-21 fa il suo esordio in Superlega grazie all'ingaggio da parte della Callipo; è nella stessa divisione anche per l'annata 2022-23 quando firma per la Prisma Taranto: al termine del campionato 2023-24, conclusi gli impegni con il club pugliese, finisce la stagione al Tourcoing, nella Ligue A francese.
Nell'annata 2024-25 si accasa alla Lube, sempre in Superlega, con cui vince la Coppa Italia.

### Nazionale
Nel 2017 viene convocato nella nazionale italiana under 19 con cui vince l'argento al campionato europeo; seguono quindi nel 2018 le convocazioni nella nazionale under 20 e nel 2019 in quella under 21, aggiudicandosi con quest'ultima l'argento al campionato mondiale.
Ottiene le prime convocazioni nella nazionale maggiore nel 2025, anno in cui vince la medaglia d'argento alla Volleyball Nations League.

## Palmarès

### Club
- Coppa Italia: 1

2024-25

### Nazionale (competizioni minori)
- Campionato europeo under 19 2017
- Campionato mondiale under 21 2019